# Natsuki (Doki Doki Literature Club!)
Natsuki (ナツキ) é uma personagem fictícia do romance visual Doki Doki Literature Club!. Ela é uma das quatro garotas que fazem parte do clube de literatura, ao lado de Sayori, Yuri e Monika. Ela é uma tsundere e vítima de abuso doméstico por parte do pai, com suas características se tornando mais exageradas devido à intervenção de Monika nos arquivos do jogo. A personagem foi inspirada em pessoas com depressão na vida de Dan Salvato.

## Conceito e criação
Natsuki foi criada por Dan Salvato para Doki Doki Literature Club!. Ela exibe os traços de uma tsundere, um tipo de personalidade que é exteriormente agressiva, mas interiormente carinhosa com o alvo de sua afeição. Através de certas linhas de diálogo, é dado a impressão de que ela vive com um pai abusivo. Seu comportamento se torna mais agressivo à medida que o jogo avança devido à Monika modificando os arquivos do jogo.
Salvato criou personagens modelos baseados em arquétipos de anime que receberam nomes japoneses para dar uma impressão de pseudo-japonês. Enquanto designava o elenco de Doki Doki Literature Club!, Salvato começou a reconhecer a "realidade" por trás de Natsuki e das outras personagens do jogo. Ele procurou se conectar com as personagens e, assim, explorou suas "inseguranças e traços de personalidade realistas". Ele mencionou que Natsuki foi influenciada pela depressão de que sofrem as pessoas em sua vida. Devido à falta de habilidades artísticas de Salvato na época, ele criou os designs de Natsuki e das outras personagens em um programa gratuito de criação de animes, e estes foram usados em uma versão de teste do jogo. Salvato reconheceu que um produto dessa qualidade não satisfaria os potenciais jogadores, então decidiu contratar artistas. O design final de Natsuki no jogo foi feito pela artista Satchely.

## Aparições
Natsuki aparece no jogo eletrônico Doki Doki Literature Club!, sendo uma das quatro participantes do clube de literatura do jogo, juntamente com Sayori, Yuri, e Monika. Natsuki, juntamente com as outras, escreve poesia para compartilhar com o clube, e o jogador cria sua própria poesia, podendo escolher palavras que possam agradar mais a Natsuki, Sayori e Yuri, o que influencia com quem o personagem do jogador passa o tempo. O jogador pode ajudar Natsuki ou Yuri durante o festival cultural, com uma das personagens tentando beijar o personagem do jogador antes de ser interrompida por Sayori.
No decorrer do jogo, o jogador descobre que Natsuki está desnutrida e sofre abusos do pai. Devido às distorções causadas por Monika, podem ocorrer várias falhas no jogo, incluindo uma em que o pescoço de Natsuki se quebra e ela corre para a tela. Mais tarde, Yuri confessa seu amor e acaba cometendo suicídio, independentemente da resposta do jogador. Quando Natsuki descobre o cadáver, ela vomita e sai correndo da sala antes de ser deletada por Monika. Depois que o jogador derrota Monika, ela se arrepende e restaura o mundo, menos a si mesma.
Há dois finais diferentes que podem ocorrer. Se o jogador chegar até o final do jogo normalmente, Sayori se torna autoconsciente e megalomaníaca como Monika, fazendo com que Monika exclua todo o jogo, inclusive Natsuki. Se o jogador fizer questão de assistir a todas as cenas do ato 1, a mesma cena se desenrola, exceto que Sayori é capaz de se controlar enquanto é autoconsciente, permitindo que ela, Natsuki e Yuri continuem existindo.
Ela também aparece na versão aprimorada do jogo, Doki Doki Literature Club Plus!, que explora como as quatro meninas formaram o clube de literatura.
Ela recebeu vários produtos, incluindo uma estatueta Nendoroid, um relógio de pulso com seu tema e duas figuras YouTooz.

## Recepção
Natsuki teve uma recepção geralmente positiva. O escritor Christopher Patterson observou como Natsuki e Yuri contrastam uma com a outra, chamando Yuri de "the blue oni to Natsuki's red oni" (em português: "o demônio azul para o demônio vermelho Natsuki"). Ele também discutiu a aparência dela, comentando que as roupas cor-de-rosa e o cabelo ruivo refletiam seu "temperamento distante e ardente". Charlotte Cutts, que escreve para Destructoid, identificou a cena onde Natsuki vomita ao ver o cadáver de Yuri como uma das coisas mais chocantes que ela já viu em um jogo eletrônico. Lucy James, da GameSpot, considerou Doki Doki Literature Club! assustador por causa de várias coisas que acontecem com os personagens. No entanto, ela citou um momento com Natsuki como o que mais se destacou, em que Natsuki apresenta um poema sem sentido, começa a ficar fora de controle, quebra o próprio pescoço e corre para a tela.
Kara Dennison, uma escritora do Fanbyte, sentiu que a violência doméstica que Natsuki sofre de seu pai "não era tão visível quanto fingimos ser". Ela falou sobre como Natsuki usa o clube como um espaço seguro, tanto para si mesma quanto para seu mangá, querendo manter o clube "pequeno, familiar e seguro". Ela também observou que seu comportamento agressivo com o protagonista não foi uma consequência da escrita de Salvato, mas sim uma reescrita dentro do universo causada pelo narcisismo de Monika.
Natsuki se tornou o foco de um meme, no qual as pessoas analisavam sua aparência e maneirismos para determinar se ela teve o sexo designado como masculino ao nascer, o que foi chamado de "trap" (chamando-a de "Trapsuki"). As pessoas argumentaram que isso se deve ao fato de ela ter ombros largos e peitos planos, embora outros tenham achado que suas proporções refletem as de uma mulher cisgênero. Ana Valens, do The Daily Dot, considerou isso transfóbico, argumentando que o termo implica que as mulheres transgênero e os homens travestis "enganam" os homens ao sexo, especialmente devido ao seu uso recente para se referir às mulheres trans. Ela afirmou que tanto as mulheres cis quanto as trans têm variações corporais significativas, o que torna essa análise pouco confiável para distingui-las. Depois que um usuário do Twitter pediu a Salvato que tuitasse que "Natsuki é uma trap" para "fins de waifu", Salvato se recusou a fazer isso, chamando o meme de desrespeitoso e pedindo que as pessoas parassem. Ele também mencionou que recebia tweets e e-mails "quase diariamente" sobre isso. Quando perguntado se as pessoas poderiam interpretá-la como uma mulher trans, Salvato disse que os fãs podem ter suas próprias interpretações pessoais sobre ela.